# Хенке, Вернер
Вернер Хенке (нем. Werner Henke; 13 мая 1909, Рудак, Торн — 15 июня 1944, Форт-Хант, США) — немецкий офицер-подводник, капитан 3-го ранга (18 марта 1945 года, посмертно), участник Второй мировой войны.

## Биография
1 июля 1934 года поступил на флот кадетом. 1 октября 1936 года произведен в лейтенанты. Служил на линейных кораблях «Адмирал Шеер» и «Шлезвиг-Гольштейн».

## Вторая мировая война
В ноябре 1940 года назначен 2-м помощником командира U-124, затем получил повышение до 1-го помощника. Служил под началом капитан-лейтенанта Йохана Мора.
21 февраля 1942 года назначен командиром U-515, на которой совершил 7 походов (проведя в море в общей сложности 341 сутки).
17 декабря 1942 года награждён Рыцарским крестом Железного креста.
Выйдя в третий боевой поход (30 апреля — 1 мая 1943 года), Хенке атаковал конвой TS-37. За 8 часов боя Хенке потопил 8 судов общим водоизмещением 49 456 брт.
4 июля 1943 года награждён Рыцарским крестом с дубовыми листьями.
Всего за время военных действий Хенке потопил 25 судов общим водоизмещением 157 064 брт и повредил 2 судна водоизмещением 7954 брт.
9 апреля 1944 года его лодка была потоплена к северу от острова Мадейра ракетами самолетов с эскортного авианосца «Гуадалканал». 16 членов экипажа погибли, а 44, в том числе Хенке, взяты в плен. Содержался в центре допросов военнопленных, известном как P.O. Box 1142 в Форт-Хант (Виргиния, США). Допрашивающие пытались склонить его к сотрудничеству, угрожая в противном случае высылкой в Великобританию, где Хенке грозил трибунал за совершённые военные преступления. 15 июня 1944 года он был застрелен часовым при попытке бегства.
Сообщается, что он просто подошёл к забору при ярком солнечном свете и медленно начал на него забираться. Продолжая карабкаться после останавливающего окрика охранника, он получил смертельное огнестрельное ранение. Предполагается, что он выбрал этот способ самоубийства потому что верил в возможность экстрадиции и показательного судебного процесса в качестве военного преступника.
Оригинальный текст (англ.)It is reported that he simply walked towards the fence in broad daylight and slowly began to climbing it. When he continued to climb after the guards shouted for him to stop, he was fatally shot. It is thought that he chose this form of suicide because he believed he faced extradition and a "showcase" trial as a war criminal.